# Афганские рыцари
«Афганские рыцари» (англ. Afghan Knights) — мистический триллер режиссёра Аллана Хэромона.

## Сюжет
Группа американских наёмников во главе с Пеппером получает задание тайно вывезти полевого командира Ахмеда с территории Афганистана. Заказчик навязывает им в сопровождение Нэша — бойца британского спецназа. Из-за неожиданного боестолкновения с пограничниками на афгано-пакистанской границе наёмники задействуют запасной план эвакуации Ахмеда через Узбекистан. Во время очередного привала в горах начинается обвал, осложнённый бомбардировкой. Наёмники укрываются в пещере, населённой призраками. Там они находят своего боевого товарища Джонатана — брата Пеппера, которого они давно считали погибшим. Тем временем оказывается, что вход в пещеру завален обвалом. Необъяснимо начинают погибать люди. Ключом к загадочным событиям являются волшебные стрелы, в которых заключён дух-сульде Чингисхана и Джамухи. Догадавшись в чём дело, Пеппер ломает стрелу с сульде Чингисхана и обнаруживает выход из пещеры, где его и немногих оставшихся в живых подбирают американские спасательные вертолёты.

## В ролях
| Актёр         | Роль     |
| ------------- | -------- |
| Стив Бачич    | Пеппер   |
| Майкл Мэдсен  | Купер    |
| Колин Лоуренс | Джей-Ти  |
| Гэри Стретч   | Нэш      |
| Крис Крамер   | Джонатан |